# Rodgers Grant
Rodgers Lee Grant (Harlem, 18 januari 1936 - Paulding, 12 april 2012) was een Amerikaanse jazzpianist, componist, liedjesschrijver en arrangeur. Hij componeerde met Pat Patrick het nummer Yeh yeh, dat een hit was voor Georgie Fame.
Grant werkte in de jaren vijftig met saxofonist Hugo Dickens, daarna was hij in de jaren zestig pianist voor Mongo Santamaria waarmee hij een reeks albums opnam. Hij speelde ook mee op opnames van Esther Phillips, Joey Pastrana, Willie Colón, George Benson en Hubert Laws.
Composities van Grant zijn opgenomen door onder meer Santamaria, Hubert Laws, (de titeltrack van zijn album 'Morning Star', 1973) Johnny Coles, Frank Wess, Tom Harrell, Vincentico Valdez, Poncho Sanchez, Richard "Groove" Holmes, James Spaulding, Sonny Fortune, T.S. Monk, Karrin Allyson, Gene Harris, Jody Christian, Angela DeNiro, Stan Getz, Ralph Moore en Scott Whitfield. Ook New Cool Collective heeft een nummer van hem opgenomen, Yeh yeh.
Grant overleed op 12 april 2012 aan de gevolgen van kanker.
- International Standard Name Identifier: 0000 0000 5996 346X
- MusicBrainz: a5698b9a-9349-473f-a2f7-1d178bd44ca1
- Nationale Bibliotheek van Tsjechië: xx0323458
- Virtual International Authority File: 6135154260660724480000